# Pedro Juan Carrasco García
|  | Si cerqueu altres usos, vegeu Pedro Carrasco Garrorena. |

Pedro Juan Carrasco García (Alosno,  Huelva, 11 juliol de 1943 - Madrid, 27 gener de 2001) va ser un boxejador  espanyol dels anys 1960 i començaments de la  dècada de 1970. Posseïa una boxa fina i estilista, molt d'orgull, i cops als quals els va donar fama, com ara el bolo punch.
Va ser un dels millors boxejadors espanyols de la història i famós per ser el tercer espanyol a aconseguir el títol mundial (el primer va ser Baltasar Belenguer "Sangchili" i el segon José Legrá). Aquest va ser el de pes lleuger de l'Consell Mundial de Boxa (WBC) que va ser guanyat davant Comandament Ramos per desqualificació d'aquest en el dotzè assalt. Després de perdre en les següents dues revenges davant Ramos, va barallar en dues ocasions més i es va retirar el 1972, integrant-se a continuació en el departament de Relacions Públiques de la Philip Morris.
El dia 22 maig de 1976 va contreure matrimoni a Chipiona (Cadis) amb Rocío Jurado amb qui va tenir una filla, Rocío (29 d 'abril de 1977). El matrimoni es va separar en 1989, i a l'agost de 1996 Carrasco va tornar a contreure matrimoni, a Alosno (Huelva), amb la perruquera Raquel Mosquera (nascuda el 12 setembre de 1968). A causa dels seus dos matrimonis la seva vida privada va ser en nombroses ocasions recollida per les revistes del cor. Com a conseqüència d'un atac de cor va morir als 57 anys.

## Biografia

### Joventut
Va néixer a Alosno, Huelva, l'11 de juliol de 1943, amb vuit anys es va traslladar amb la seva família a Sevilla i un any després a São Paulo, en Brasil. El seu pare es deia Antonio Carrasco i la seva mare, Antonia García. En Brasil va començar a treballar amb catorze anys en una fàbrica d'embalatges i, dos anys més tard, en contra del que volia el seu pare, es va iniciar en la boxa i va competir en el campionat amateur de Club Manzoni.

### Boxa
En una gira del seu club amateur, el Manzoni, debuta a Itàlia com a professional, exactament en Imola, el 24 d'octubre de 1962, davant Carlo Leggenda a què guanya per nocaut tècnic en dos assalts.
El seu segon combat el realitza a Torí, davant Domenico Pillon, a què també guanya en quatre assalts. Durant aquesta gira realitza nou combats en els quals arriba a barallar fins a dues vegades en el mateix dia, a Milà, guanyant en tots ells menys un empat davant Franco Rosini, a què guanya en la revenja.
El seu debut a Espanya es produeix a Barcelona, el 2 d'agost de 1963, derrotant a Manuel Carvajal de Sants a sis assalts per punts. La revista  The Ring  per error, escriu sobre aquest combat al novembre de 1963 dient que el rival de Carvajal es deia Dos Santos i era originari de Brasil.
Després d'aquesta primera victòria baralla una altra vegada a Barcelona, davant Juan Pinto a què guanya als punts en vuit assalts per tornar a continuació a barallar en Itàlia, en Milà i davant Giuseppe Amant a què també guanya en vuit assalts. El seu següent combat ho torna a disputar a Espanya, en aquesta ocasió a Bilbao davant Àngel Rodríguez Aguado i torna a guanyar als punts en vuit assalts.
Als pocs dies torna a Itàlia, a Roma, on cau derrotat per primera vegada en la seva carrera professional, el seu rival va ser Aldo Pravisani que el va guanyar en vuit assalts als punts. Després de la derrota segueix lluitant a Itàlia, fins a en 15 ocasions en els següents dos anys, a més de Suïssa i Espanya guanyant-les totes elles.
El 1966 es va establir a Espanya, on a partir de llavors es realitzen gairebé tots els seus combats. Carrasco guanya els següents 24 combats a Espanya (la majoria per nocaut) i es converteix per mèrits propis en reptador oficial del Campionat d'Europa de boxa de pes lleuger.
El 30 de juny de 1967 es va proclama campió europeu del pes lleuger, en Madrid, davant el danès Boerge Krogh, a què va derrotar per nocaut tècnic en el vuitè assalt. La següent baralla després d'adjudicar-se el cinturó era de revenja davant Aldo Pravisani que li havia i infligit la seva primera derrota professional, però en aquesta ocasió qui guanya és Carrasco als punts després de 10 assalts.En els següents quatre mesos s'enfronta a sis rivals als que guanya a tots ells per nocaut tècnic a Espanya. El 10 de maig de 1968 torna a barallar amb el títol d'Europa en joc, davant Kid Tano a qui venç en vuit assalts per més endavant defensar-lo davant Bruno Melissano, Olli Maeki, Tore Magnussen i Miguel Velázquez. A tots ells els va vèncer, a Melissano per nocaut tècnic en tres assalts, a Maeki als punts en 15 assalts, a Magnussen per nocaut en el tercer assalt i Velázquez als punts en 15 assalts.